# Cash or Trash - Chi offre di più?
Cash or Trash - Chi offre di più? è un programma televisivo italiano che va in onda sul Nove dal 4 ottobre 2021. La conduzione è affidata a Paolo Conticini.

## Format
La struttura del programma si basa sul format originale tedesco Bares für Rares: in ogni puntata cinque concorrenti ("venditori") portano un oggetto di cui vogliono disfarsi, che fanno stimare dal consulente e banditore di aste Alessandro Rosa. Una volta terminata la valutazione, il venditore si sposta in una stanza con cinque "mercanti" di antiquariato e modernariato, i quali visionano l'oggetto in vendita, facendosene descrivere storia e caratteristiche. Inizia così l'asta vera e propria, tra offerte e rilanci; quando questa si concluderà, il concorrente dovrà decidere se accettare l'offerta più alta o riportare a casa il proprio oggetto.

### Mercanti
Ad ogni puntata partecipano cinque mercanti. Alcune puntate vedono la partecipazione di più mercanti o collezionisti compratori.
- Stefano D'Onghia (st. 1 - in corso)[2]
- Ada Egidio (st. 1 - in corso)
- Roberta Tagliavini (st. 1 - in corso)
- Giano Del Bufalo (st. 1 - in corso)
- Gino Bosa (st. 1 - 2, ospite st. 5)[3]
- Fabio Mearini (st. 2, ospite st. 3, 5)[4]
- Giovanni De Santis (st. 3 - 6)[5][6][7]
- Arrigo Migliorati (st. 4 - in corso)[8]
- Federico Bellucci (st. 5 - in corso)[9][10][11]
- Marilena Tarable (st. 6)[12]
- Irene Bifolchi (st. 7)[13]

## Edizioni
| Edizione | Conduzione      | Periodo          | Periodo          | Puntate |
| Edizione | Conduzione      | Inizio           | Fine             | Puntate |
| -------- | --------------- | ---------------- | ---------------- | ------- |
| 1        | Paolo Conticini | 4 ottobre 2021   | 12 novembre 2021 | 30      |
| 2        | Paolo Conticini | 4 aprile 2022    | 20 maggio 2022   | 35      |
| 3        | Paolo Conticini | 2 gennaio 2023   | 10 febbraio 2023 | 30      |
| 4        | Paolo Conticini | 15 maggio 2023   | 23 febbraio 2024 | 60      |
| 5        | Paolo Conticini | 26 febbraio 2024 | 5 giugno 2024    | 35      |
| 6        | Paolo Conticini | 7 giugno 2024    | 31 gennaio 2025  | 60      |
| 7        | Paolo Conticini | 4 febbraio 2025  | in corso         | 48      |

## Produzione
Le prime due edizioni sono state realizzate presso gli East End Studios in Via Mecenate 84 a Milano,  poco distante dal Centro di Produzione Rai di Via Mecenate 76 (sempre di proprietà della East End Studios).

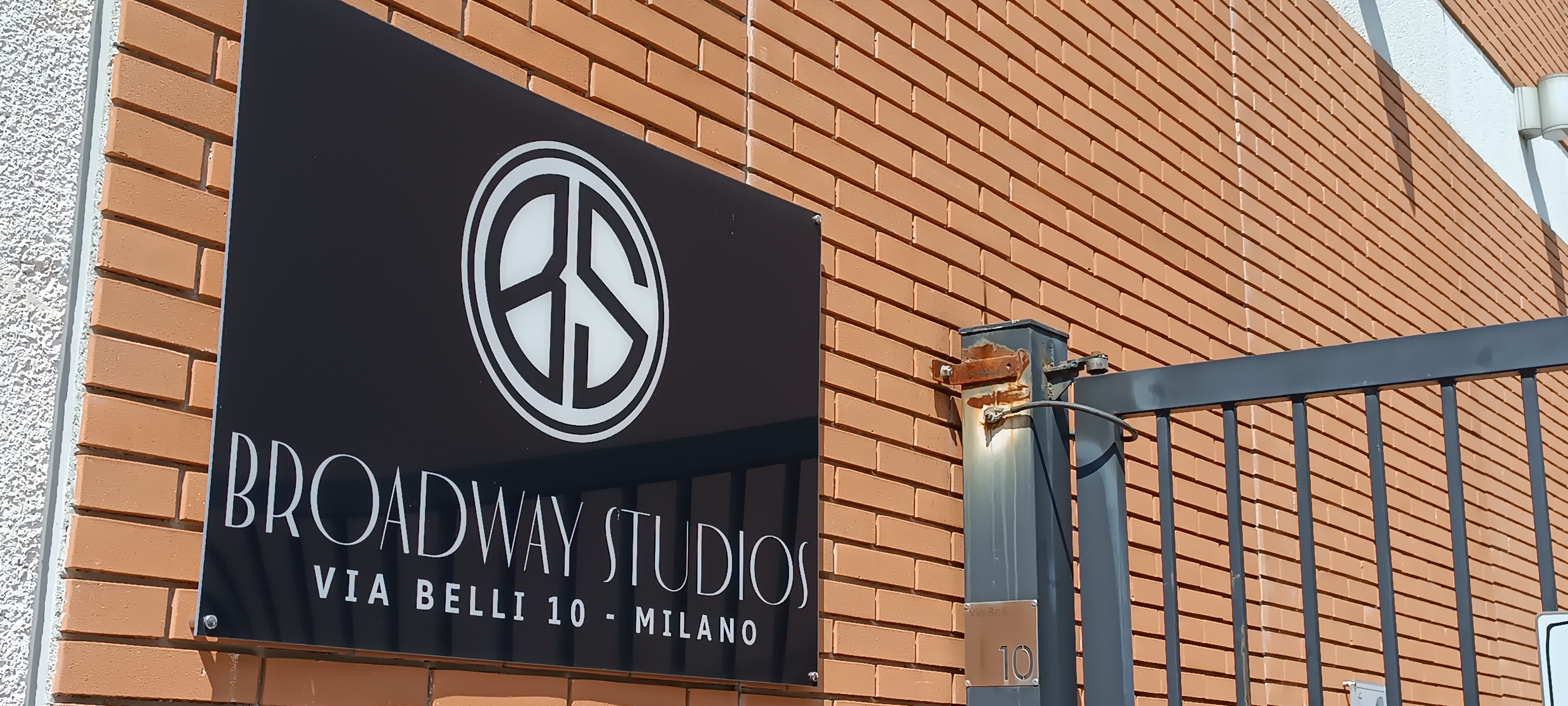
Gli studi di via Belli, dove il programma è stato registrato dalla terza alla sesta stagione

Dalla terza edizione alla sesta il programma viene realizzato nei Broadway Studios (ex Cinevideo Studio per MTV) di Via Belli 10/14, sempre a Milano, mentre dalla settima si sposta a Cologno Monzese.

## Audience
| Edizione | Rete televisiva | Anno      | Orario                   | Programmazione | Programmazione | Programmazione | Programmazione | Programmazione | Programmazione | Programmazione | Media Auditel  | Media Auditel |
| Edizione | Rete televisiva | Anno      | Orario                   | L              | M              | M              | G              | V              | S              | D              | Telespettatori | Share         |
| -------- | --------------- | --------- | ------------------------ | -------------- | -------------- | -------------- | -------------- | -------------- | -------------- | -------------- | -------------- | ------------- |
| 1        | NOVE            | 2021      | 19:10-20:20              |                |                |                |                |                |                |                | 184 000        | 0,95%         |
| 2        | NOVE            | 2022      | 19:10-20:20              | 219 000        | 1,28%          |                |                |                |                |                |                |               |
| 3        | NOVE            | 2023      | 19:15-20:20              | 543 000        | 2,84%          |                |                |                |                |                |                |               |
| 4        | NOVE            | 2023-2024 | 19:15-20:20, 20:25-21:25 | 449 000        | 2,99%          |                |                |                |                |                |                |               |
| 5        | NOVE            | 2024      | 19:15-20:20, 20:25-21:25 | 508 000        | 2,88%          |                |                |                |                |                |                |               |
| 6        | NOVE            | 2024-2025 | 19:25-20:30, 20:30-21:30 |                |                |                |                |                |                |                |                |               |
| 7        | NOVE            | 2025      | 20:30-21:30              |                |                |                |                |                |                |                |                |               |

## Spin-off

### La mercante di Brera
Dal 19 dicembre 2021 è andato in onda, sempre su NOVE, La mercante di Brera, un docu-reality in 8 episodi incentrato sulla figura di Roberta Tagliavini e sul lavoro di mercante d'arte all'interno delle sue gallerie, situate nello storico quartiere di Brera a Milano.

## Puntate speciali
Nel dicembre 2022 (e nuovamente nel dicembre 2023 e 2024) vanno in onda due speciali natalizi in prima serata, intitolati Cash Or Trash-Xmas Edition, con la partecipazione di nove mercanti e di diversi personaggi celebri.
Dal 15 aprile 2024 vanno in onda 6 puntate speciali (Cash or trash - Speciale prime time) in prima serata, con la presenza di ospiti Vip. A marzo e poi da giugno 2025 vanno in onda altre  puntate speciali in prima serata. 
| Data             | Titolo                              | Conduttore      | Messa in onda | Ospiti                                                   | Ascolti (media) | Share (media) | Note   |
| ---------------- | ----------------------------------- | --------------- | ------------- | -------------------------------------------------------- | --------------- | ------------- | ------ |
| 21 dicembre 2022 | Cash or trash - Xmas edition        | Paolo Conticini | Prima serata  | Asia Argento, Gabriele Corsi                             | 341 000         | 2,0%          | [ 24 ] |
| 28 dicembre 2022 | Cash or trash - Xmas edition        | Paolo Conticini | Prima serata  | Totò Schillaci, Francesco Panella                        | 369 000         | 2,1%          | [ 25 ] |
| 20 dicembre 2023 | Cash or trash - Xmas edition        | Paolo Conticini | Prima serata  | Gabriele Cirilli, Sara Simeoni                           | 452 000         | 2,5%          | [ 26 ] |
| 27 dicembre 2023 | Cash or trash - Xmas edition        | Paolo Conticini | Prima serata  | Fabio Caressa, Vladimir Luxuria                          | 486 000         | 2,7%          | [ 27 ] |
| 15 aprile 2024   | Cash or trash - Family & Friends    | Paolo Conticini | Prima serata  | -                                                        | 419 000         | 2,3%          | [ 28 ] |
| 22 aprile 2024   | Cash or Trash - Viva l'Italia       | Paolo Conticini | Prima serata  | Marisa Laurito, Sveva Casati Modignani                   | 412 000         | 2,2%          | [ 29 ] |
| 29 aprile 2024   | Cash or trash - Magie e misteri     | Paolo Conticini | Prima serata  | Arturo Brachetti                                         | 401 000         | 2,1%          | [ 30 ] |
| 6 maggio 2024    | Cash or Trash - Sognando l'America  | Paolo Conticini | Prima serata  | Daniel McVicar                                           | 345 000         | 1,9%          | [ 31 ] |
| 13 maggio 2024   | Cash or Trash - Pacchi dal mondo    | Paolo Conticini | Prima serata  | Filippa Lagerbäck                                        | 368 000         | 2,0%          | [ 32 ] |
| 20 maggio 2024   | Cash or Trash - Arti e mestieri     | Paolo Conticini | Prima serata  | Ernst Knam                                               | 456 000         | 2,5%          | [ 33 ] |
| 19 dicembre 2024 | Cash or Trash - Xmas edition        | Paolo Conticini | Prima serata  | Mara Maionchi, Veronica Pivetti                          | 440 000         | 2,4%          | [ 34 ] |
| 26 dicembre 2024 | Cash or Trash - Xmas edition        | Paolo Conticini | Prima serata  | Riccardo Rossi, la Signora Coriandoli (Maurizio Ferrini) | 532 000         | 3,1%          | [ 35 ] |
| 24 marzo 2025    | Cash or trash - Speciale prime time | Paolo Conticini | Prima serata  | -                                                        | 367 000         | 2,2%          | [ 36 ] |
| 31 marzo 2025    | Cash or trash - Speciale prime time | Paolo Conticini | Prima serata  | -                                                        | 361 000         | 1,8%          | [ 37 ] |
| 2 giugno 2025    | Cash or Trash - La notte dei tesori | Paolo Conticini | Prima serata  | -                                                        | 337 000         | 2,3%          | [ 38 ] |
| 9 giugno 2025    | Cash or Trash - La notte dei tesori | Paolo Conticini | Prima serata  | -                                                        | 401 000         | 2,5%          | [ 39 ] |
| 16 giugno 2025   | Cash or Trash - La notte dei tesori | Paolo Conticini | Prima serata  | -                                                        | 481 000         | 3,2%          | [ 40 ] |
| 23 giugno 2025   | Cash or Trash - La notte dei tesori | Paolo Conticini | Prima serata  | -                                                        | 505 000         | 3,4%          | [ 41 ] |

## Messa in onda internazionale
La versione britannica dello show (The Bidding Room) viene trasmessa in Italia sul Nove dal 4 dicembre 2023 con il titolo La casa delle aste.
| Paese                         | Titolo                            | Presentatore     | Rete TV      |
| ----------------------------- | --------------------------------- | ---------------- | ------------ |
| Germania (versione originale) | Bares für Rares                   | Horst Lichter    | ZDF          |
| Francia                       | Affaire conclue                   | Sophie Davant    | France 2     |
| Grecia                        | Cash or Trash                     | Despina Miraraki | Star Channel |
| Italia                        | Cash or Trash - Chi offre di più? | Paolo Conticini  | NOVE         |
| Regno Unito                   | The Bidding Room                  | Nigel Havers     | BBC One      |
| Paesi Bassi Belgio            | Cash or Trash                     | Martien Meiland  | SBS 6        |
| Austria                       | Bares für Rares Österreich        | Willi Gabalier   | ServusTV     |
| Polonia                       | Łowcy Skarbów. Kto da więcej      | Paweł Orleański  | TV4          |
| Ungheria                      | Kincsvadászok                     | Attila Till      | TV2          |
| Marocco                       | أخر ثمن (Akhir Taman)             | Samia Akariou    | 2M           |